# Ysaura Viso
Ysaura Viso (17 de junio de 1993 en San Maria de Tiznados, Venezuela) es una futbolista profesional venezolana. Se desempeña en el terreno de juego como delantera y su actual equipo es Colo-Colo de la Primera División de fútbol femenino de Chile.

## Biografía
Nacida en Santa Maria de Tiznados, un pequeño caserío ubicado en  el municipio Municipio Francisco de Miranda del estado Guárico, Ysaura es la menor de seis hermanos. Sus inicios deportivos remontan a la práctica del Béisbol, se desempeñaba en la posición de jardinera central y destacaba de buena manera en el nombrado deporte, al punto de formar parte de la organización Criollitos de Venezuela. Pero gracias a unos amigos y a su hermano Jorge Viso que le inculcaron la práctica del balompié, Ysaura Viso lograría mostrar que su verdadero talento se encontraba en la práctica de este deporte, al punto de ser para muchos la mejor jugadora de Venezuela.

## Inicios
Su primer equipo fue el Estudiantes de Guarico FC, equipo por el cual la delantera había sido ‘observada’ en unos Juegos Nacionales Sub-15 en ese entonces, el equipo se mostró muy interesado por el talento de Viso y luego fue reclutada.

## Clubes
| Club                      | País      | Año           |
| ------------------------- | --------- | ------------- |
| Estudiantes de Guarico FC | Venezuela | 2010-2011     |
| Caracas FC                | Venezuela | 2012-2013     |
| Estudiantes de Guarico FC | Venezuela | 2013-2016     |
| FFC Vorderland            | Austria   | 2016-2017     |
| Unión Magdalena           | Colombia  | 2018          |
| Atlético Huila            | Colombia  | 2019          |
| Independiente Santa Fe    | Colombia  | 2020-2021     |
| Colo-Colo                 | Chile     | 2021-2023     |
| Club León Femenil         | México    | 2024-presente |

## Participación internacional
Ysaura Viso ha vestido en numerosas ocasiones la camiseta de Venezuela, en diferentes categorías, desde sub-17, hasta la selección absoluta.

### Participaciones en Copas del Mundo
| Mundial                         | Sede              | Resultado    | Goles |
| ------------------------------- | ----------------- | ------------ | ----- |
| Mundial Femenino sub-17 de 2010 | Trinidad y Tobago | Primera fase | 2     |

## Palmarés
- Liga Nacional de Fútbol Femenino de Venezuela 2013 - Campeona
- Copa Libertadores Femenina 2014 - Subcampeona
- Liga Nacional de Fútbol Femenino de Venezuela 2015 - Campeona
- Copa Libertadores Femenina 2016 - Subcampeona
- Copa Libertadores Femenina 2018 - Campeona
- Liga Profesional Femenina de Fútbol 2020 (Colombia) - Campeona
- Primera División de Fútbol Femenino 2022 (Chile) - Campeona

### Distinciones individuales
| Distinción                                                                 | Año  |
| -------------------------------------------------------------------------- | ---- |
| Máxima goleadora de la Copa Libertadores Femenina 2011                     | 2011 |
| Máxima goleadora de la Copa Libertadores Femenina 2014                     | 2014 |
| Mejor Jugadora de la Liga Nacional de Fútbol Femenino de Venezuela 2015    | 2015 |
| Máxima goleadora de la Liga Profesional Femenina de Fútbol 2020 (Colombia) | 2020 |
| Mejor jugadora de la Primera división en la Gala Crack Easy                | 2022 |